# Balló Aurél
Balló Aurél (Liptószentmiklós, 1871. – Eperjes, 1940. június 27.) magyar festőművész, Balló Ede festőművész féltestvére.

## Életpályája
Első felesége Ludman Paula, második felesége Újházy Ida volt.
Középiskoláit Iglón és Losoncon végezte, festészetet Budapesten és Münchenben tanult. 1895-től rajztanár Eperjesen. Példaképének testvérét, Edét tekintette. A képzőművészetet csak időszakosan művelte. Szünidőben a külföldi múzeumokat és képtárakat látogatta és a régi mestereket másolta. Első alkalommal 1938-ban állított ki Kurth Miksával Eperjesen. Tanítványa volt az eperjesi születésű Nemčikné Spanner Edit (1919–1990) festőművész.